# Кастельбеллино
Кастельбеллино (итал. Castelbellino) — коммуна в Италии, располагается в регионе Марке, в провинции Анкона.
Население составляет 4197 человек (2008 г.), плотность населения составляет 692 чел./км². Занимает площадь 6 км². Почтовый индекс — 60030. Телефонный код — 0731.
Покровителем коммуны почитается святой апостол и евангелист Марк, празднование 25 апреля.

## Демография
Динамика населения:

## Администрация коммуны
- Официальный сайт: http://www.comune.castelbellino.an.it/